# Tanítsd a vitát!
A Tanítsd a vitát! (angol eredetiben Teach the controversy) az intelligens tervezés mozgalma mögött álló amerikai keresztény konzervatív agytröszt kampányának neve. A kampány célja, hogy kreacionizmus egy formáját, az intelligens tervezés nézetét terjessze, s evolúció a természettudományos közoktatásban betöltött pozícióját gyengítse
Tudományos szervezetek - köztük az American Association for the Advancement of Science - továbbá egy amerikai szövetségi bíróság álláspontja szerint a mozgalom szószólói mesterséges viták fabrikálásával igyekeznek azt a hamis látszatot kelteni, hogy az evolúció „válságban lévő elmélet”, mivel a tudományos közösségben jelentős vita kereszttüzében áll.
Az evolúciót és közoktatásban elfoglalt státusát ért intelligens-tervezés mozgalmak általi támadásokra reagálva több esetben számos nemzeti és nemzetközi tudományos szervezet szólalt fel a tudományos nézőpont védelmében, s nyilvánította az intelligens tervezés elméletét áltudománynak.
A kampány központi állítása szerint a méltányosság megkívánja, hogy a tanulók értesüljenek „a tudományos nézetek teljes spektrumáról”, az evolúció „megoldatlan kérdéseiről” és az „evolúció elméletének tudományos gyengeséiről”. Szerintük ez a méltányosság megkívánja, hogy az intelligens tervezés, mint az evolúcióval szembeni alternatív elmélet is bemutatásra kerüljön a természettudományos órákon. Ebben „Az evolúció kritikai elemzése” nevű középiskolai tantervtervezetnek a mozgalom fontos szerepet szán.
A tudományos közvélemény és a tudományos oktatási szervezetek válaszaikban rámutatnak, hogy az evolúció érvényességben nincsen tudományos vita köreikben, a nézeteltérések vallási és politikai síkon zajlanak.